# La Haya
La Haya (en neerlandés, Den Haag [dɛnˈɦaːx]ⓘ; también conocida como  's-Gravenhage [ˈsxraːvə(n)ˌɦaːɣə]ⓘ) es una ciudad de los Países Bajos, capital administrativa del país y sede de la realeza neerlandesa. Alberga las sedes del Tribunal Internacional de Justicia y la Corte Penal Internacional.
Es la tercera ciudad más poblada de los Países Bajos, después de Ámsterdam y Róterdam. Cuenta con una población urbana de 504 260 habitantes que suman en el área metropolitana un total de 1 011 459 habitantes, distribuidos en un área de aproximadamente 100 km². La ciudad se encuentra localizada en el oeste del país, en la provincia de Holanda Meridional, de la cual es capital. Junto con otras ciudades neerlandesas, La Haya forma parte del Randstad, la mayor conurbación de los Países Bajos y una de las mayores de Europa.
La Haya es la sede del gobierno de los Países Bajos pero no su capital. Según la constitución neerlandesa, dicha dignidad corresponde a la ciudad de Ámsterdam. Como centro administrativo del país, en La Haya se encuentran los Estados Generales de los Países Bajos, la Corte Suprema de los Países Bajos y el Consejo de Estado. En la ciudad reside y trabaja el Rey de los Países Bajos, Guillermo Alejandro. La Haya es también sede de todas las embajadas extranjeras y ministerios gubernamentales del país, albergando la sede de Europol, al igual que un gran número de organizaciones internacionales, incluyendo la Corte Internacional de Justicia, la Corte Penal Internacional.

## Historia
La Haya se originó alrededor de 1230, cuando Florencio IV,
conde de Holanda, compró un terreno al lado de un estanque (hoy Hofvijver) con el fin de construir una residencia de caza. En 1248 Guillermo II, conde de Holanda y Romanorum Rex, decidió ampliar la residencia a un palacio. Murió en 1256, antes de que este palacio fuera terminado, pero algunas de sus partes fueron terminadas por su hijo Florencio V, de las cuales el Ridderzaal (Sala de los Caballeros'), aún existente, es la más prominente. Todavía se utiliza para eventos políticos, como el discurso anual del monarca desde el trono. Desde el siglo XIII los condes de los Países Bajos han utilizado La Haya como centro administrativo y de residencia.

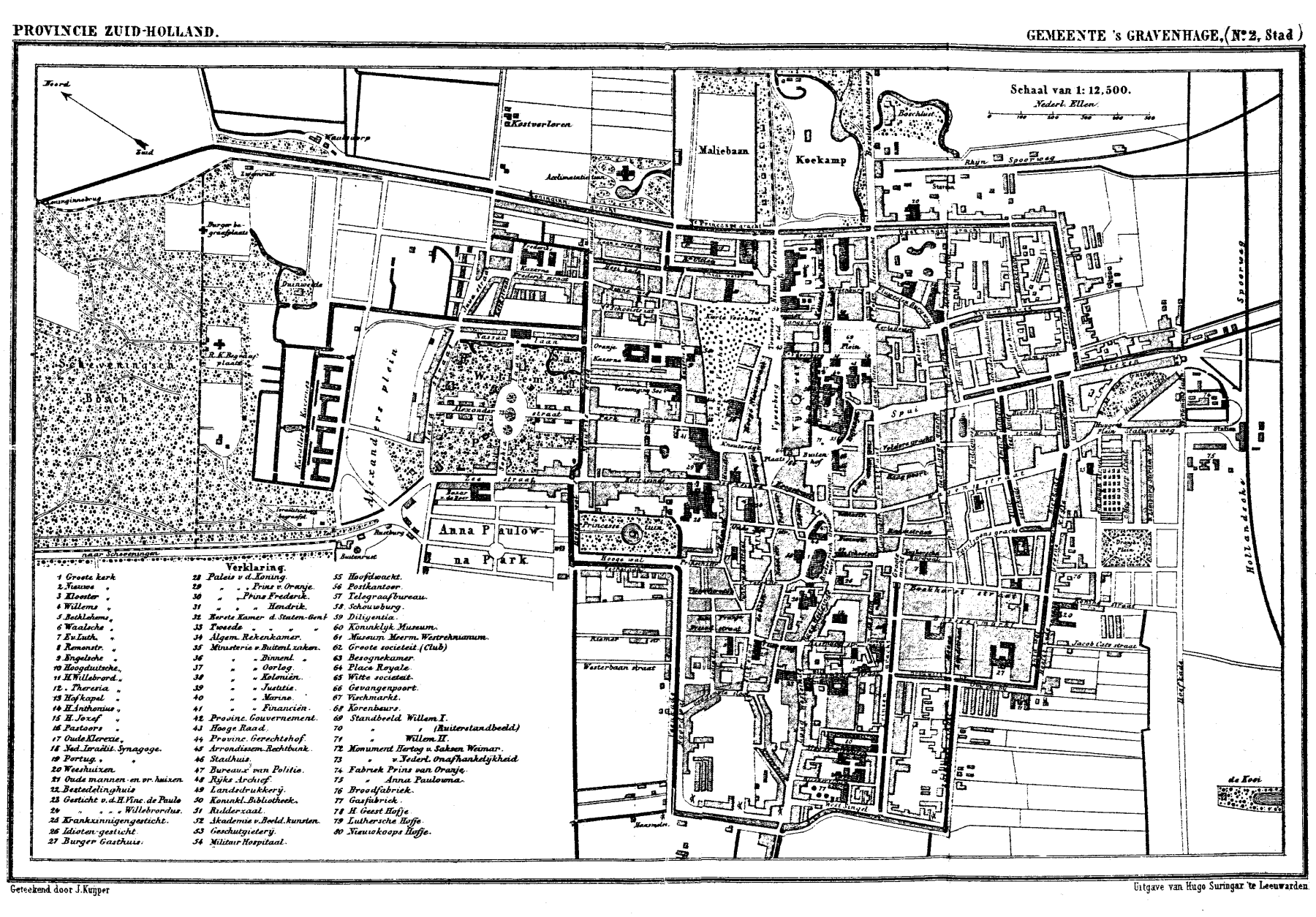
La ciudad en 1868.

El nombre de La Haya es mencionado por primera vez con el nombre de Hage Die en un documento que data de 1242. En el siglo XV, el más inteligente des Graven hage entró en uso, literalmente "la madera del conde", con connotaciones como "cobertura del conde, recinto privado o cotos de caza". Hoy este nombre sólo se utiliza en algunos documentos oficiales como certificados de nacimiento y matrimonio. La ciudad en sí utiliza "Den Haag" en todas sus comunicaciones.
Cuando los duques de Borgoña obtuvieron el control sobre las provincias de Holanda y Zelanda a principios del siglo XV, se nombró a un estatúder para gobernar en su lugar con los Estados de los Países Bajos como un consejo asesor. Su sede se encontraba en La Haya. En el siglo XVI, a principios de la guerra de los Ochenta Años entre los sublevados flamencos y la Corona española, la ausencia de murallas en la ciudad permitió a las tropas españolas ocupar fácilmente la ciudad. En 1575 los Estados de los Países Bajos consideraron incluso la demolición de la ciudad, pero esta propuesta fue abandonada tras la mediación de Guillermo de Orange.
En 1588 La Haya también se convirtió en la sede del gobierno de la República Neerlandesa.
Después de las guerras napoleónicas, la actual Bélgica y los Países Bajos fueron incluidos en el Reino Unido de los Países Bajos para formar una barrera contra Francia. Como solución de compromiso, Bruselas y Ámsterdam alternaron como capital del nuevo Estado, turnándose cada dos años, con el gobierno en La Haya. Desde la separación de Bélgica en 1830, Ámsterdam sigue siendo la capital oficial del reino de los Países Bajos, mientras que el gobierno se encuentra en La Haya.
Desde tiempos remotos, probablemente ya en el siglo XVI, la cigüeña ha sido el símbolo de La Haya.

### La ciudad en la actualidad
Debido a su historia, el casco antiguo de La Haya se diferencia en varios aspectos de los cascos antiguos de otras ciudades cercanas más pequeñas como Leiden y Delft. No tiene una parte vieja estrecha, bordeada por canales y murallas. En cambio, tiene calles pequeñas en el centro de la ciudad que datan de finales de la Edad Media, y varias calles amplias en las que se localizan grandes y lujosas residencias del siglo XVIII construidas para diplomáticos y familias ricas neerlandesas. Tiene una gran iglesia que data del siglo XV, un impresionante ayuntamiento (construido como tal) del siglo XVI, varios palacios grandes del siglo XVII, una iglesia protestante del siglo XVII, y muchos importantes edificios del siglo XVIII. A partir de 1850, el gobierno comenzó a desempeñar un papel más prominente en la sociedad neerlandesa, y La Haya se expandió rápidamente. Muchas calles fueron construidas específicamente para el gran número de funcionarios empleados en el gobierno del país y para los neerlandeses que se retiraron de la administración y explotación de la Indias Orientales Neerlandesas.
La ciudad fue creciendo, y en 1903, el municipio rural de Loosduinen fue anexionado parcialmente y en 1923 completamente. Algunas partes de la ciudad sufrieron graves daños durante la Segunda Guerra Mundial. El 3 de marzo de 1945, la Royal Air Force bombardeó por error el barrio de Bezuidenhout. El blanco era una instalación de cohetes V2 en un parque cercano. Debido a errores de navegación, las bombas cayeron sobre una parte densamente poblada e histórica de la ciudad. Murieron 511 personas y todavía hoy en día, se pueden ver los restos de los bombardeos.
En los años 1970 y 1980, la mayoría de las familias de clase media blanca se trasladaron a ciudades vecinas como Voorburg, Leidschendam, Rijswijk y, sobre todo, Zoetermeer. Esto llevó a la pauta habitual de una ciudad interior empobrecida y suburbios más prósperos. Los intentos por incluir partes de estos municipios en la ciudad de La Haya fueron muy controvertidos. En la década de 1990, con el consentimiento del parlamento neerlandés, La Haya se anexionó áreas bastante grandes de ciudades vecinas, así como zonas no contiguas a La Haya, donde se construyeron y se siguen construyendo nuevas zonas residenciales.

## Paisaje urbano

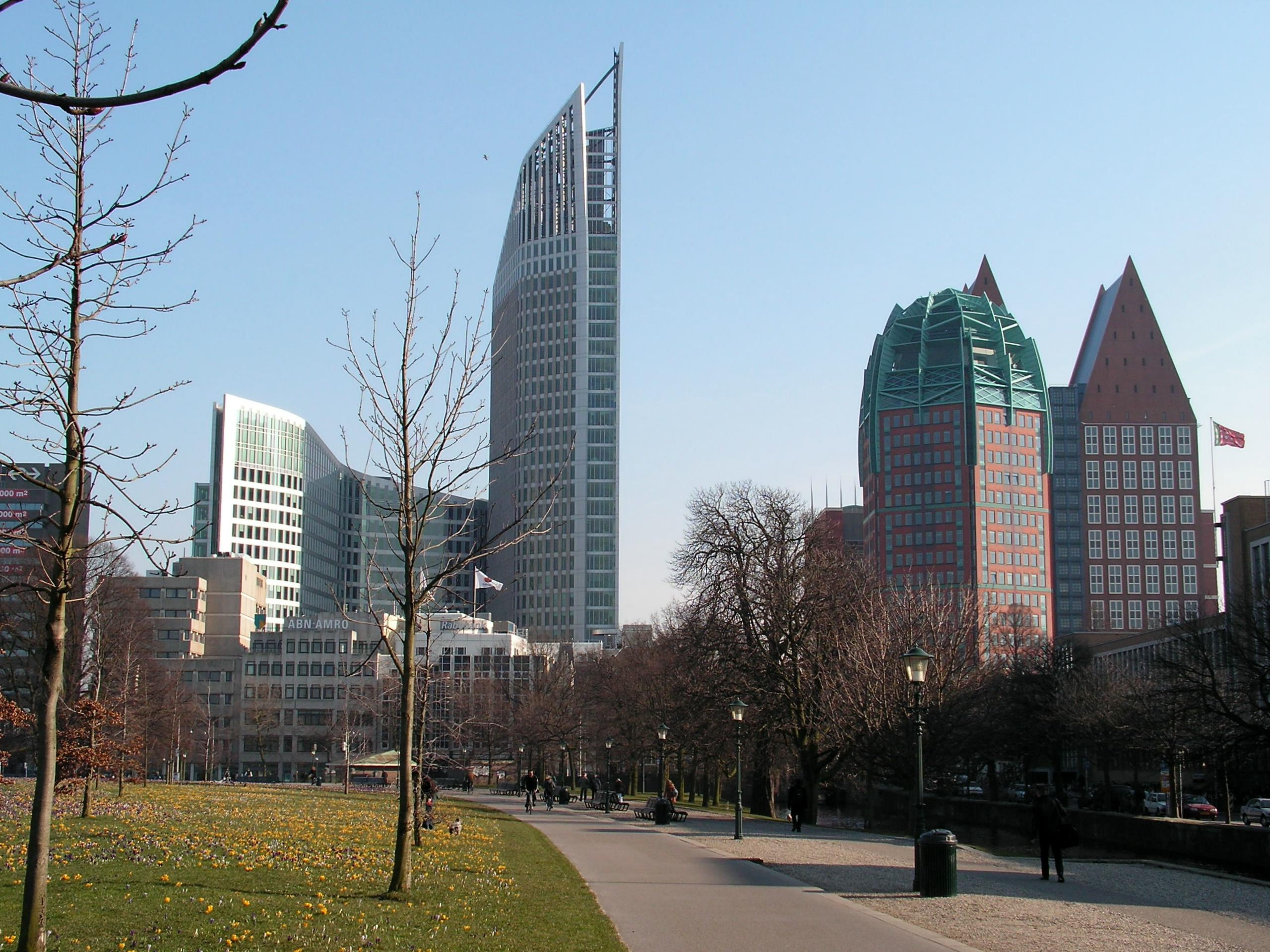
Vista de la Hoftoren (izquierda) y el Ministerio de Salud Pública, Bienestar y Deportes (derecha).

Las partes más antiguas de la ciudad tienen muchas calles características por su anchura y longitud. Las casas son generalmente de poca altura (normalmente no más de tres pisos). Una gran parte de la ciudad sudoccidental fue planeada por el arquitecto neerlandés Hendrik Petrus Berlage sobre 1910. Este "Plan de Berlage" se caracterizó durante años por las calles amplias y acogedoras. Durante la Segunda Guerra Mundial gran parte del oeste de La Haya fue destruido por los alemanes. Posteriormente, el arquitecto moderno Willem Marinus Dudok planeó su renovación, creando bloques de viviendas para la clase media.
El trazado de la ciudad es más amplio que otras ciudades neerlandesas, y debido a la incorporación de grandes antiguas fincas, la creación de varios parques y el uso de zonas verdes alrededor de los arroyos naturales, es una ciudad mucho más verde que cualquier otra en los Países Bajos. Hay muy pocos canales en La Haya, ya que la mayoría de ellos fueron drenados en el siglo XIX.
Algunas de las zonas más prósperas y algunos de los barrios más pobres de los Países Bajos se encuentran en La Haya. Las áreas más ricas (Statenkwartier, Parque Belgisch, Marlot, Benoordenhout y Archipelbuurt) se localizan generalmente en la parte noroeste de la ciudad; no obstante, el Vogelwijk y varios barrios de muy reciente construcción, como Vroondaal, se hallan en el suroeste, no muy lejos del mar. Las zonas más pobres como Transvaal, Moerwijk, y el Schilderswijk se pueden encontrar en las zonas del sureste. Esta división se refleja en el acento local: los ciudadanos más ricos generalmente se llaman "Hagenaars" y hablan los llamados "Haags bekakt" ("bekakt" es el neerlandés para "posh" o "stuck-up"). Esto contrasta con la "Hagenezen", que hablan "Haags plat" ("plataforma", que significa "común" o "vulgar").

## Geografía

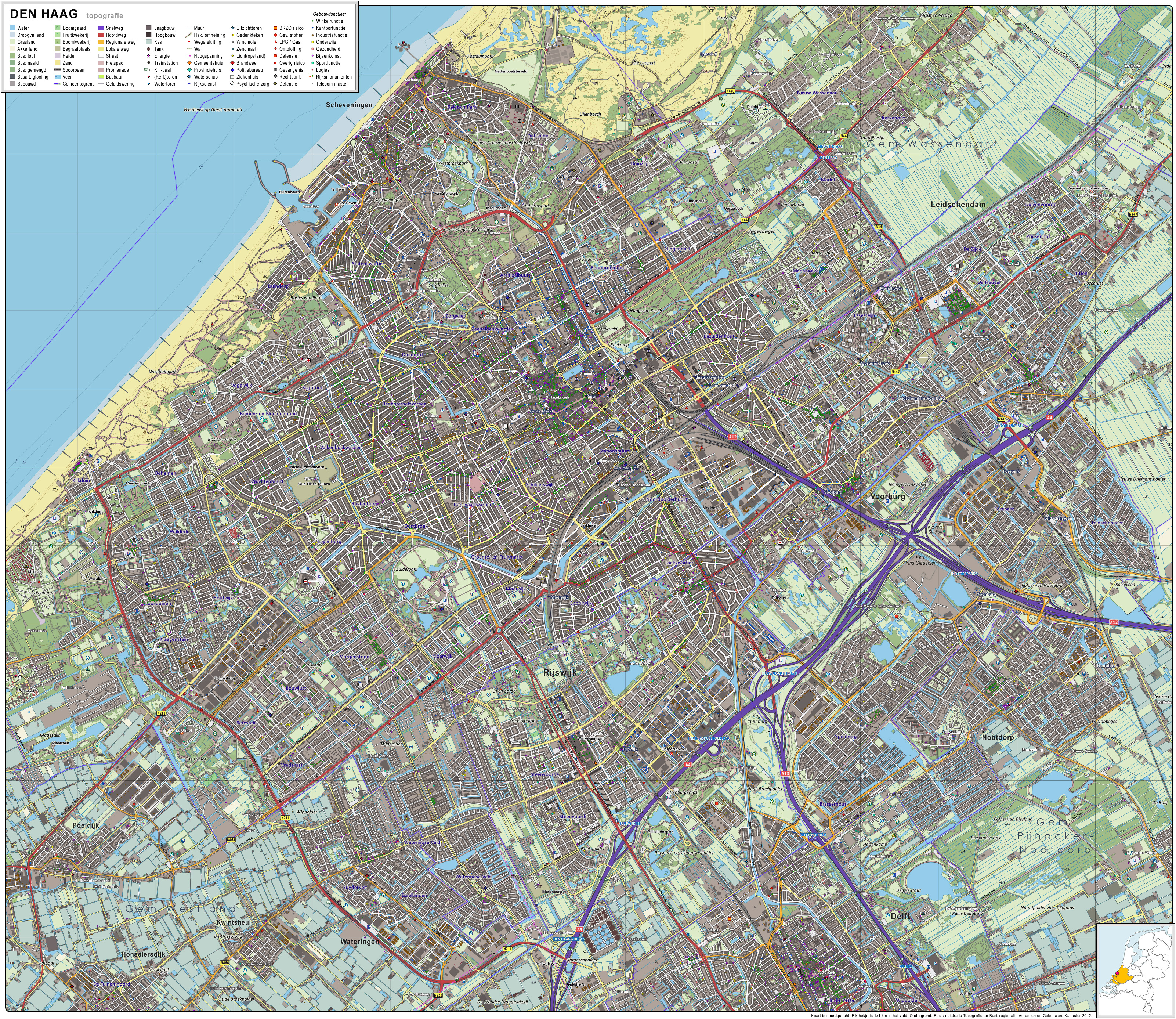
Mapa de La Haya.

La antigua colonia de las Indias Orientales Neerlandesas ("Nederlands-Indië", actualmente llamada Indonesia) ha dejado su impronta en La Haya. Muchas calles llevan el nombre de lugares de la antigua colonia, y hay una notable comunidad mestiza. Tras la pérdida de las posesiones coloniales en 1949, muchos llaman a La Haya “la viuda de las Indias”.

### Distritos
La Haya tiene ocho distritos oficiales (stadsdelen) que a su vez se dividen en partes más pequeñas (wijken). Esos distritos son los siguientes:
- Escamp
- Haagse Hout
- Laak
- Leidschenveen-Ypenburg
- Loosduinen
- Centrum
- Scheveningen
- Segbroek

## Demografía
La población de La Haya alcanzó el 1 de septiembre de 2011 la cifra redonda de 500.000 habitantes, que se ha ido incrementando desde entonces. Es la tercera ciudad más poblada de los Países Bajos y forma parte de una de las mayores conurbaciones de Europa, el Randstad. Según estimaciones realizadas a noviembre de 2012 habitan en el área urbana 504.260 personas que superan el millón en el área metropolitana.
Casi la mitad de la población es extranjera y la proporción de inmigrantes en comparación con la población nativa es cada vez mayor, destacando barrios como Schilderswijk y Transvaalkwartier donde el porcentaje de inmigrantes, desde el año 2005, es de cerca del 100%. La composición de la población inmigrante varía según el barrio. Los barrios con el menor porcentaje de inmigrantes son Duindorp, Kijkduin y Vogelwijk.
La distribución de la población en 2012 arrojaba que 249.434 personas o el 49,5% de la población era neerlandesa. 174.142 habitantes eran inmigrantes no occidentales, o un 34,6% de la población, donde destacaban las colonias de personas originarias de Surinam con 47.038 (9,4% del total), de Turquía con 37.982 personas (7,6% del total) y de Marruecos con 28.372 (5,6% del total). Los 73.221 habitantes restantes eran inmigrantes occidentales, un 15,9% del total.
A diferencia de otras grandes ciudades de Países Bajos, como Ámsterdam y Róterdam, La Haya nunca ha sido un centro industrial, es al contrario una ciudad mayoritariamente residencial.
| Evolución demográfica de La Haya. | Evolución demográfica de La Haya. | Evolución demográfica de La Haya. | Evolución demográfica de La Haya. | Evolución demográfica de La Haya. | Evolución demográfica de La Haya. | Evolución demográfica de La Haya. | Evolución demográfica de La Haya. | Evolución demográfica de La Haya. | Evolución demográfica de La Haya. | Evolución demográfica de La Haya. | Evolución demográfica de La Haya. | Evolución demográfica de La Haya. | Evolución demográfica de La Haya. | Evolución demográfica de La Haya. | Evolución demográfica de La Haya. | Evolución demográfica de La Haya. | Evolución demográfica de La Haya. | Evolución demográfica de La Haya. | Evolución demográfica de La Haya. | Evolución demográfica de La Haya. |
| 1620                              | 1670                              | 1750                              | 1796                              | 1830                              | 1849                              | 1879                              | 1899                              | 1909                              | 1925                              | 1933                              | 1945                              | 1960                              | 1970                              | 1980                              | 1990                              | 2000                              | 2010                              | 1 sep 2011                        | 2015                              | 2016                              |
| --------------------------------- | --------------------------------- | --------------------------------- | --------------------------------- | --------------------------------- | --------------------------------- | --------------------------------- | --------------------------------- | --------------------------------- | --------------------------------- | --------------------------------- | --------------------------------- | --------------------------------- | --------------------------------- | --------------------------------- | --------------------------------- | --------------------------------- | --------------------------------- | --------------------------------- | --------------------------------- | --------------------------------- |
| 15.000                            | 22.000                            | 38.000                            | 41.300                            | 56.100                            | 63.600                            | 113.500                           | 206.000                           | 270.000                           | 394.500                           | 470.000                           | 450.000                           | 606.110                           | 550.613                           | 456.886                           | 441.506                           | 441.094                           | 488.553                           | 500.000                           | 515.076                           | 519.988                           |

## Economía

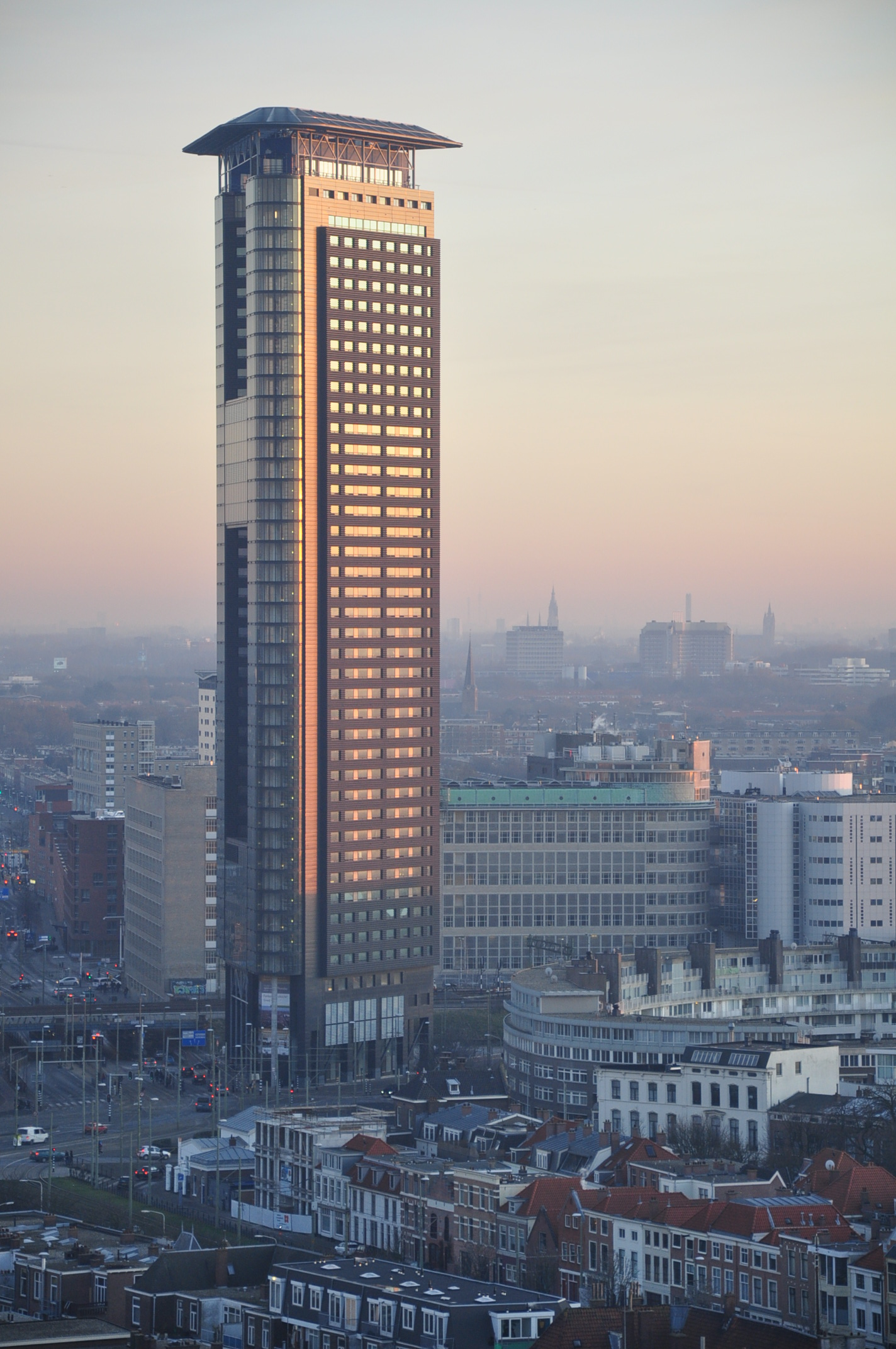
Rascacielos llamado "Het Strijkijzer".

La economía de La Haya es una economía de servicios. La mayor parte del empleo en la ciudad, el 26% o 56.000 personas en el año 2006 es brindado por el gobierno y las organizaciones internacionales.
Los grandes empleadores de este sector incluyen la municipalidad de La Haya y los ministerios de Defensa, Justicia, Medio Ambiente, Relaciones Exteriores, Interior y Transportes.
Otras industrias importantes de la ciudad son los servicios empresariales con el 19% del empleo, la salud con 14%, la economía libre con 10%, la industria en pequeña escala y al por mayor con 10%, y el TMT (tecnología, medios y telecomunicaciones) con un 10%.
Casi todos los ministerios y organizaciones públicas se encuentran en La Haya, además de varias compañías internacionales que tienen en La Haya su cuartel general.
Los mayores empleadores son:
- Royal Dutch Shell, compañía de hidrocarburos, más conocida por su marca Shell
- KPN, la compañía nacional de teléfonos y de ICT
- AEGON, una de las mayores compañías neerlandesas de seguros
- PostNL, proveedor internacional de correo y logística

La Haya nunca ha sido un gran centro industrial, con la excepción del puerto pesquero de Scheveningen.

## Política
La Haya alberga la Primera y la Segunda Cámara, que conforman los Estados Generales de los Países Bajos. El Rey Guillermo Alejandro de los Países Bajos vive en La Haya. Todas las embajadas extranjeras y ministerios se encuentran en la ciudad, así como la Corte Suprema y diversas organizaciones y grupos de presión. Por lo tanto se considera a La Haya la capital administrativa del país.

## Agencias de la Unión Europea
La ciudad alberga las sedes centrales de las siguientes agencias europeas:
- Agencia de la Unión Europea para la Cooperación Judicial Penal (Eurojust)
- Oficina Europea de Policía (Europol)

## Organismos internacionales

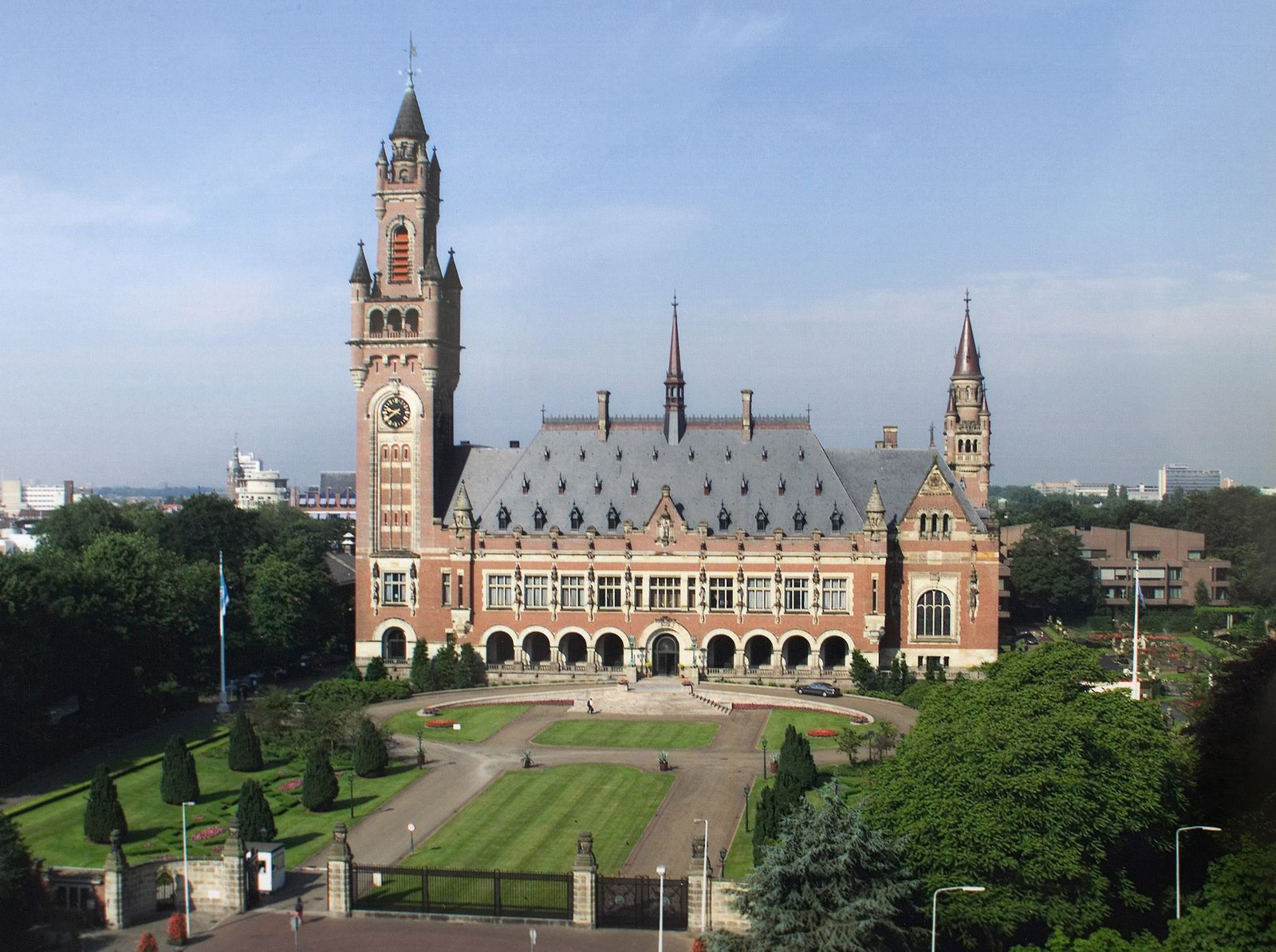
Palacio de la Paz.

La Haya es una de las sedes de la Organización de las Naciones Unidas (ONU), La Haya acoge varias de sus instituciones, entre ellas la Corte Internacional de Justicia, con sede en el Palacio de la Paz (Vredespaleis, cuya construcción fue financiada por Andrew Carnegie).
Las principales organizaciones internacionales con sede en La Haya son:
- Academia de Derecho Internacional de La Haya, centro de alto nivel de la enseñanza del derecho internacional público y privado
- Conferencia de La Haya de Derecho Internacional Privado (HCCH), la más antigua y preeminente institución privada de la armonización del derecho internacional
- Corte Internacional de Justicia, situada en el Palacio de la Paz
- Corte Penal Internacional (CPI)
- Tribunal Penal Internacional para la ex Yugoslavia (TPIY)
- Tribunal Penal Internacional para Ruanda (ICTR), la corte de apelaciones solamente. El propio tribunal está en Arusha, Tanzania
- Tribunal de Reclamaciones Irán-Estados Unidos
- Organización de Naciones y Pueblos No Representados
- Agencia de Comunicaciones e Información de la OTAN, (NCIA)
- Organización para la Prohibición de Armas Químicas (OPAQ)
- Corte Permanente de Arbitraje, la más antigua institución para la resolución de controversias internacionales
- The European Library

## Cultura

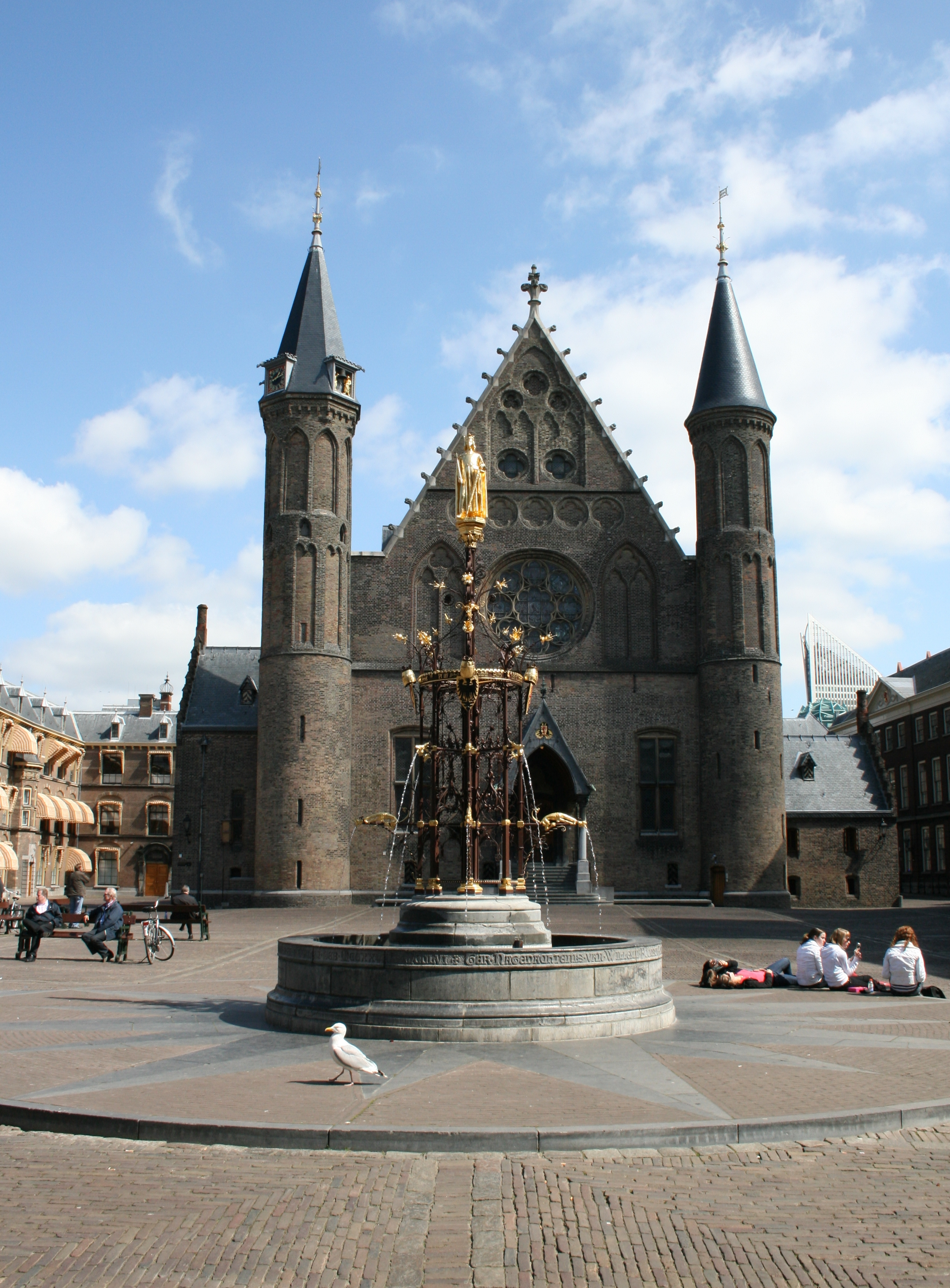
Vista del Binnenhof y el Ridderzaal (sala de los caballeros), centro político de Países Bajos.

La Haya cuenta con un gran número de destacados museos e instituciones culturales entre los que destaca el complejo de Madurodam, que es una ciudad en miniatura, que contiene cientos de maquetas de monumentos neerlandeses en un paisaje en miniatura típicamente neerlandeses. Fue inaugurado en 1952 y desde entonces lo han visitado más de diez millones de personas. Destaca también el Mauritshuis, que muestra muchas pinturas de maestros neerlandeses, como Johannes Vermeer, Rembrandt van Rijn y Paulus Potter.
Otros museos destacables son el Museo Escher que se encuentra en el antiguo Palacio Real en Lange Voorhout, el Haags Historisch que muestra la historia de la ciudad desde la Edad Media hasta nuestros días o el Museo Gevangenpoort (literalmente la "puerta de la cárcel") que es una antigua prisión alojada en una caseta de vigilancia del siglo XV, con auténticas mazmorras medievales y cámaras de tortura. El Gemeentemuseum Den Haag (Museo Municipal) acoge la mayor colección del mundo de obras del pintor neerlandésPiet Mondrian, así como una gran colección de arte moderno.
El Panorama Mesdag alberga una pintura panorámica cilíndrica de 360° de 14 metros de alto por 120 metros de largo, que representa la orilla del mar en Scheveningen en el siglo XIX. Pintado por Hendrik Willem Mesdag, se presenta de tal manera que es casi como si uno mirase una escena real en lugar de una pintura. La Haya cuenta además con numerosos edificios históricos entre los que se podría destacar el complejo Binnenhof, por ser la antigua sede política de Países Bajos.

## Filmografía
- Feest! (¡Fiesta!); película de 1963 dirigida por Paul Verhoeven.
- Hum Tum; película de 2004 dirigida por Kunal Kohli.
- Ocean's Twelve; película de 2004 dirigida por Steven Soderbergh.
- Zwartboek; película de 2006 dirigida por Paul Verhoeven.
- Segunda versión del videoclip Viva la vida de Coldplay, dirigida por Anton Corbijn en 2008.

## Transportes

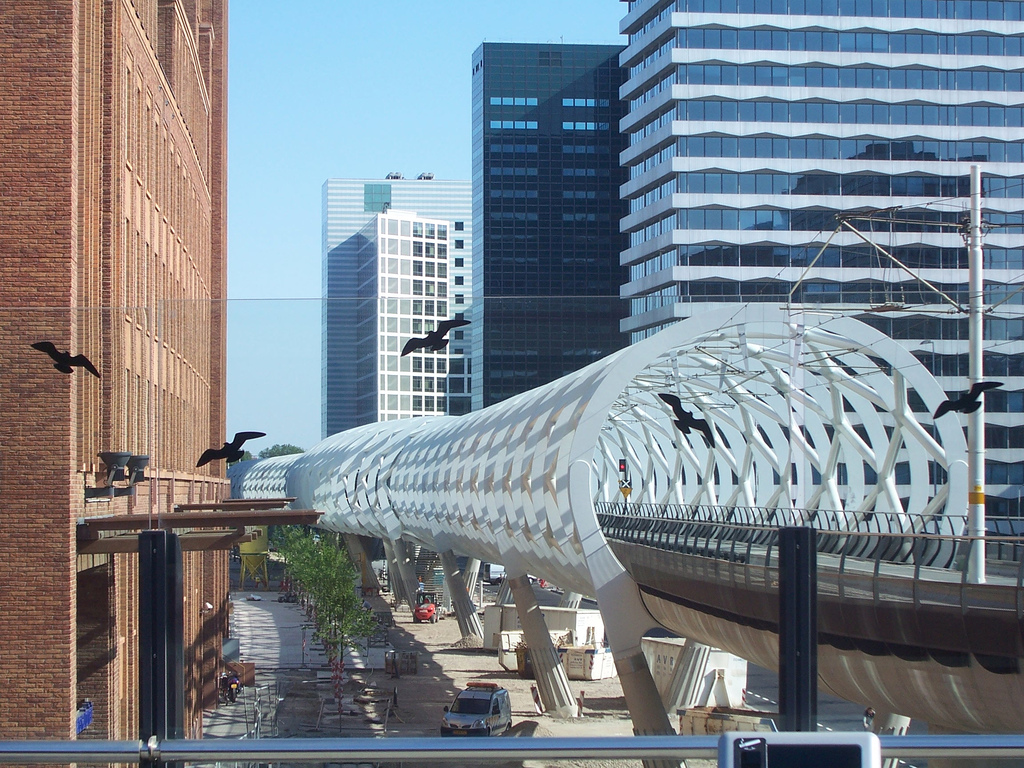
El Netkous o medias de rejillas, un tramo de viaducto con los edificios del centro financiero a la derecha.

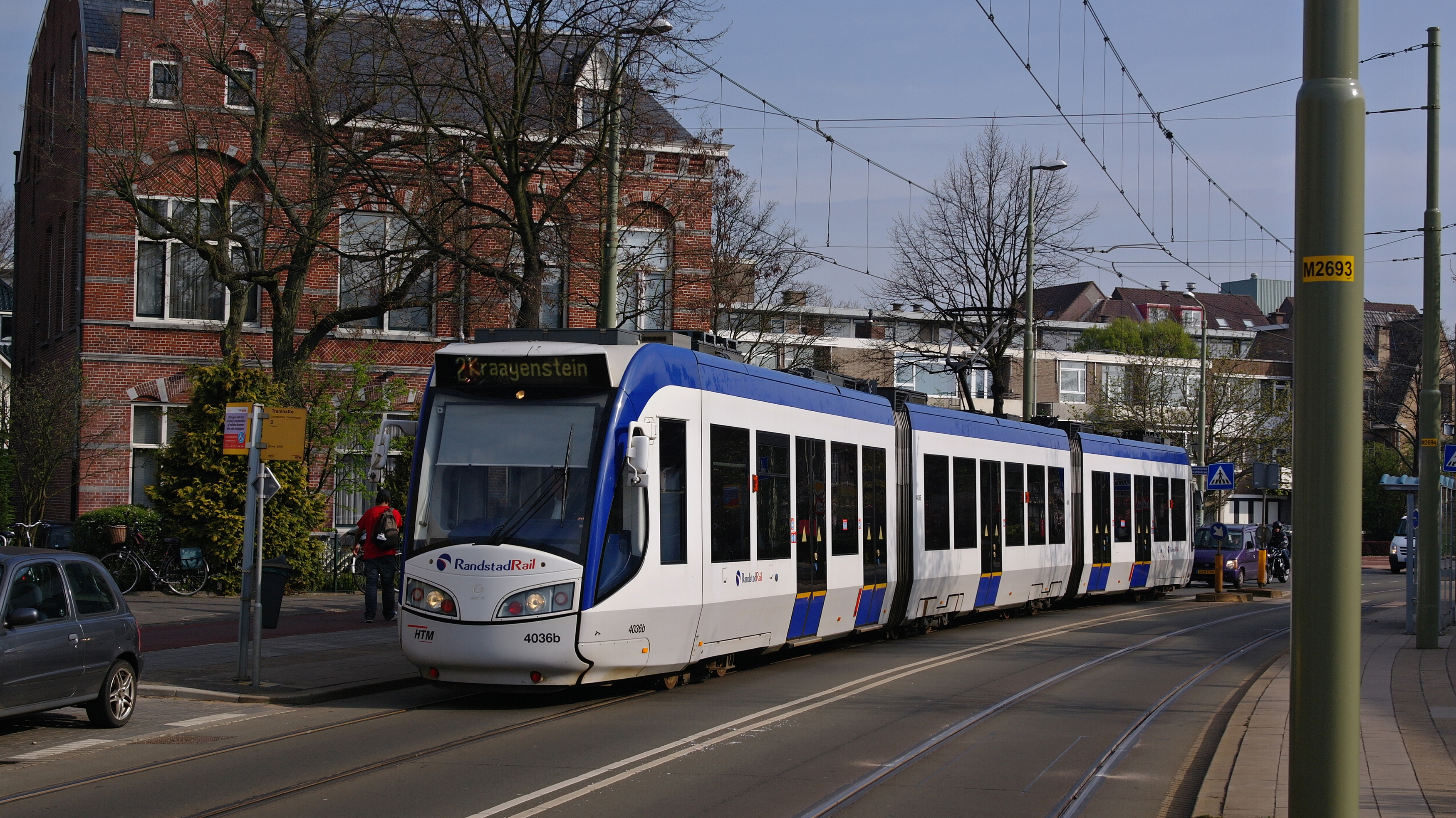
Uno de los modernos tranvías de la ciudad.

La principal autopista que conecta con La Haya es la A12 que conecta con Utrecht y la frontera alemana. La A12 se inicia directamente en el corazón de la ciudad, fue construida en 1970 y el tramo hasta Utrecht, conocido como el "Utrechtsebaan" se encuentra actualmente muy sobrecargado. LA finales de 1990 se hicieron planes para una segunda arteria vial en la ciudad (el "Trekvliettracé" o anteriormente llamada "Rotterdamsebaan"), pero han sido continuamente puestos en espera. Otras autopistas importantes que conectan con la ciudad son la A4, que conecta la ciudad con Ámsterdam, y la A13, que va a Róterdam y se conecta a las autopistas hacia la frontera belga. También existe la A44 que conecta la ciudad con Leiden, Haarlem y Ámsterdam.
El transporte público en La Haya consiste en una red de tranvías y un considerable número de rutas de autobús, operados por HTM Personenvervoer. Los planes para un metro fueron dejados de lado en la década de 1970. Sin embargo, en 2004, fue construido un túnel bajo el centro de la ciudad con dos estaciones de metro ("Spui" y "Grote Markt"), que son compartidas por las líneas 2, 3 y 4 del RandstadRail y la vía 6 del tranvía.

### Ferrocarril
La Haya cuenta con dos estaciones de tren principales, Den Haag Hollands Spoor (HS) y Den Haag Centraal Station (CS), a sólo 1,5 km de distancia una de la otra, debido a que estas dos estaciones fueron construidas y explotadas por dos empresas ferroviarias distintas en el siglo XIX. Los trayectos de este a oeste de las líneas terminan en la Estación Central, mientras que de norte a sur lo hacen en la estación Hollands Spoor. Actualmente desde la estación central se ofrecen buenas conexiones con el resto del país, con servicios directos a las principales ciudades como Ámsterdam, Róterdam y Utrecht.
RandstadRail conecta La Haya a las ciudades cercanas de Zoetermeer, Róterdam y Leidschendam-Voorburg. Se compone de tres líneas de metro ligero (2, 3 y 4 a Zoetermeer y Leidschendam Voorburg-) y una línea de metro (E a Róterdam).

### Transporte aéreo
El Aeropuerto de Róterdam-La Haya, al cual se puede llegar desde la estación central de la línea E RandstadRail, que cuenta con servicio de transporte al aeropuerto y a la estación de Meijersplein. Existen además varios trenes directos por cada hora desde las estaciones de tren Hollands Spoor y Centraal. Sin embargo el Aeropuerto de Ámsterdam-Schiphol es utilizado más frecuentemente por las personas que viajan hacia y desde La Haya por el aire.

## Deportes
Al igual que en el resto de los Países Bajos el fútbol es un deporte muy popular en la ciudad, que cuenta con el ADO Den Haag que forma parte de la Eredivisie (máxima categoría neerlandesa) y que disputa sus partidos en el Den Haag Stadion. Dicho equipo fue fundado en 1904 y en su palmarés cuenta con dos Copas KNVB y dos títulos de liga que datan de la era anterior al fútbol profesional. Destaca a modo amateur el HVV Den Haag que fue el principal club del país antes de la Primera Guerra Mundial.
En el resto de deportes destaca el hockey sobre hierba, ya que su equipo HGC es muy conocido en la ciudad. También el cricket es tradicionalmente uno de los deportes más populares en La Haya, con un gran número de equipos fuertes de la liga neerlandesa ubicados allí. El equipo local de rugby es el Haagsche Rugby Club (también conocido como HRC), que ha aparecido en el Libro Guinness de los Récords por ser el equipo neerlandés que siempre ganaba el campeonato, tanto en adultos como en jóvenes. Cuentan además con equipos de hockey sobre hielo, balonmano y fútbol americano de primera categoría. Además desde que Raymond van Barneveld ganara el campeonato mundial los dardos son otro deporte cuya popularidad se incrementó mucho en la ciudad.
Anualmente se celebra una competición de medio maratón muy conocida, la CPC Loop Den Haag en la que se batieron récords del mundo en algunas de sus ediciones. En 1994 La Haya acogió los World Equestrian Games de la Federación Ecuestre Internacional.

## Lugares de interés
- Madurodam: es una ciudad que muestra Países Bajos en miniatura.
- Mauritshuis: Museo que exhibe pinturas de Johannes Vermeer, Rembrandt van Rijn y Paulus Potter.
- Museo municipal: acoge la mayor colección de cuadros del pintor neerlandés Piet Mondrian.[6]
- Museo Escher: un museo sobre Maurits Cornelis Escher que se encuentra en el antiguo Palacio Real en Lange Voorhout.
- Palacio de la Paz (Vredespaleis): es la sede de la Corte Internacional de Justicia, la Corte Permanente de Arbitraje y otras instituciones. Aquí se llevan a cabo algunos de los litigios más importantes del mundo.
- Escher in het Paleis: es el antiguo Palacio de Invierno de la Reina Madre Emma, reconvertido, actualmente, en un museo que presenta una impresionante colección de obras del artista M. C. Escher.[7]

Los principales eventos anuales de la ciudad son: HaSchiBa, festival multicultural (agosto) y festivales de fuegos de artificio (verano).

## Ciudades hermanadas
Está hermanada con las siguientes ciudades:
- Belén (Palestina)[8]
- Juigalpa (Nicaragua)[9]
- Varsovia (Polonia)[10]